# Westelijke Mijnstreek
De Westelijke Mijnstreek is het gedeelte van het Nederlandse Zuid-Limburg waar in de eerste helft van de twintigste eeuw het economisch, sociaal en cultureel leven werd bepaald door de activiteiten rond de Staatsmijn Maurits. Naast de Westelijke Mijnstreek wordt ook gesproken van de Oostelijke Mijnstreek. De Westelijke Mijnstreek omvat de (voormalige) gemeenten Beek, Geleen, Schinnen en Stein. Het historische Sittard werd eerst niet tot de westelijke mijnstreek gerekend, maar is door samenvoeging met de gemeente Geleen tot Sittard-Geleen in 2001 deel geworden van de Westelijke Mijnstreek en is door het CBS ingedeeld in deze streek. De nabijheid van Staatsmijn Maurits was economisch echter ook goed te merken in Sittard. Schinnen is landelijker van aard en vormt een bufferzone tussen de Westelijke Mijnstreek en de Oostelijke Mijnstreek. 
Sinds 2000 daalt het inwonertal van de Westelijke Mijnstreek, vooral door vergrijzing. Na de sluiting van de mijn in de jaren zestig is op het terrein van de voormalige Staatsmijn Maurits een chemisch industriegebied ontstaan. De installaties waren tot begin 21e eeuw van DSM, inmiddels zijn er veel van verkocht aan andere bedrijven. Het terrein heet nu Chemelot. Ter compensatie van de mijnsluitingen is ook VDL Nedcar naar de regio gekomen. Daarnaast zijn er veel logistieke bedrijven actief in de Westelijke Mijnstreek. Maastricht Aachen Airport ligt in het uiterste zuiden van de regio.